# Ножовка по дереву
Ножо́вка по де́реву — столярно-слесарный инструмент, разновидность ручной пилы для распиливания древесины. Ножовки по дереву различают формой полотна и креплением ручки. Рукояти ножовок бывают деревянными, пластиковыми и резиновыми.

## Широкая ножовка

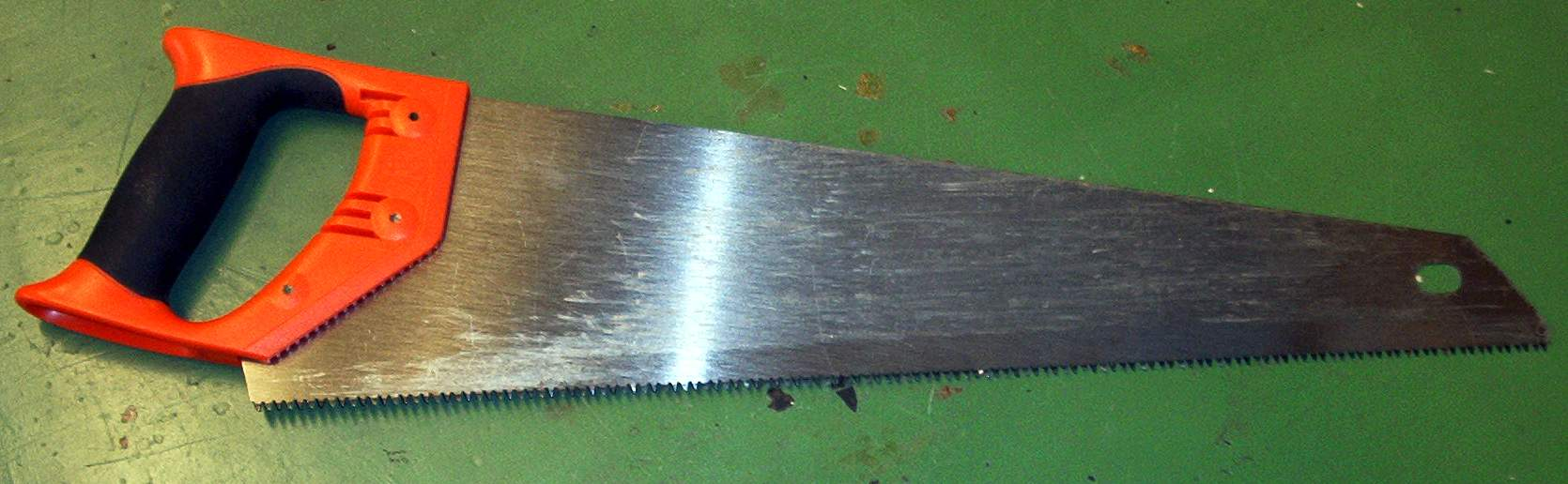
Широкая поперечная ножовка

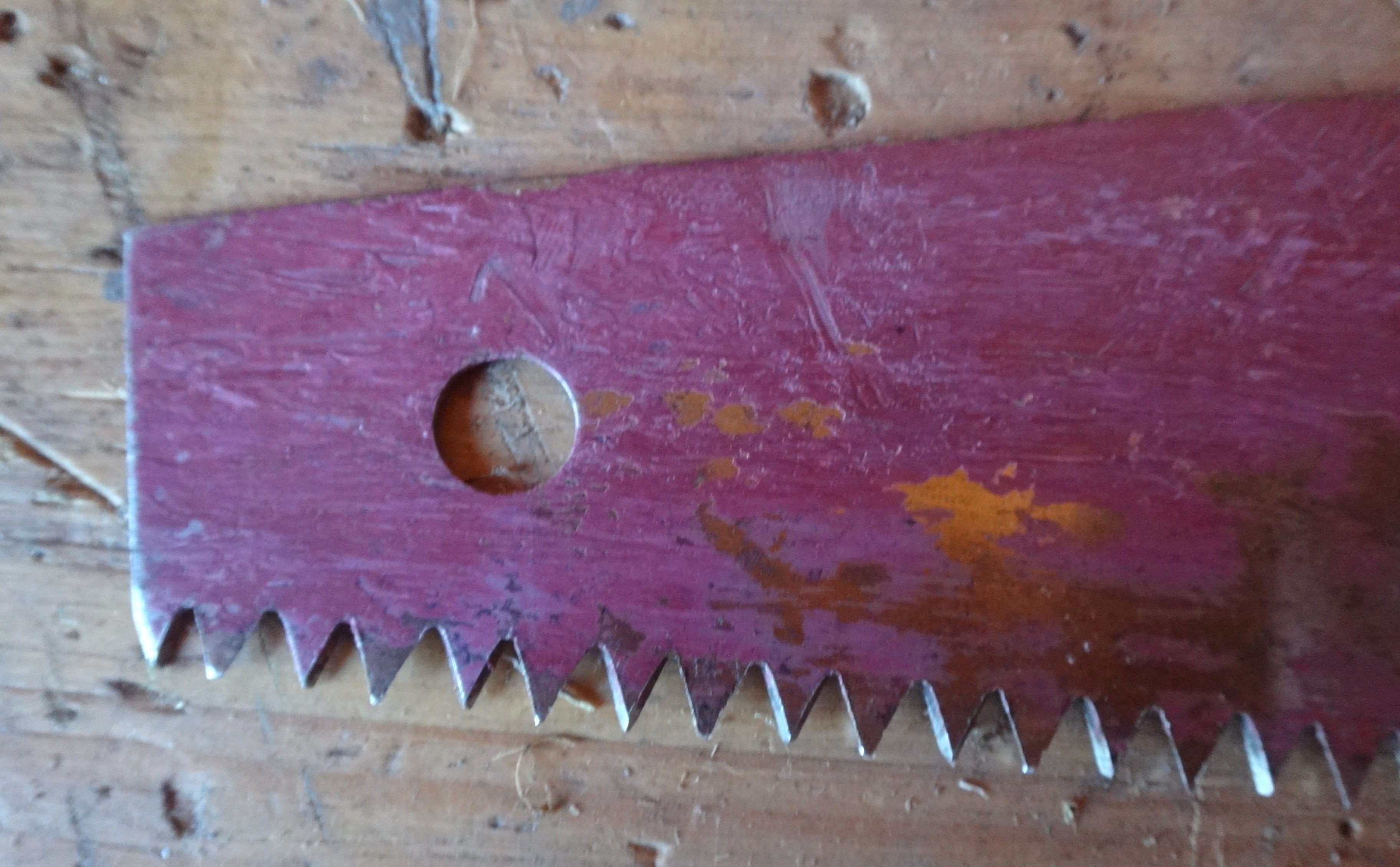
Зубья пилы крупным планом

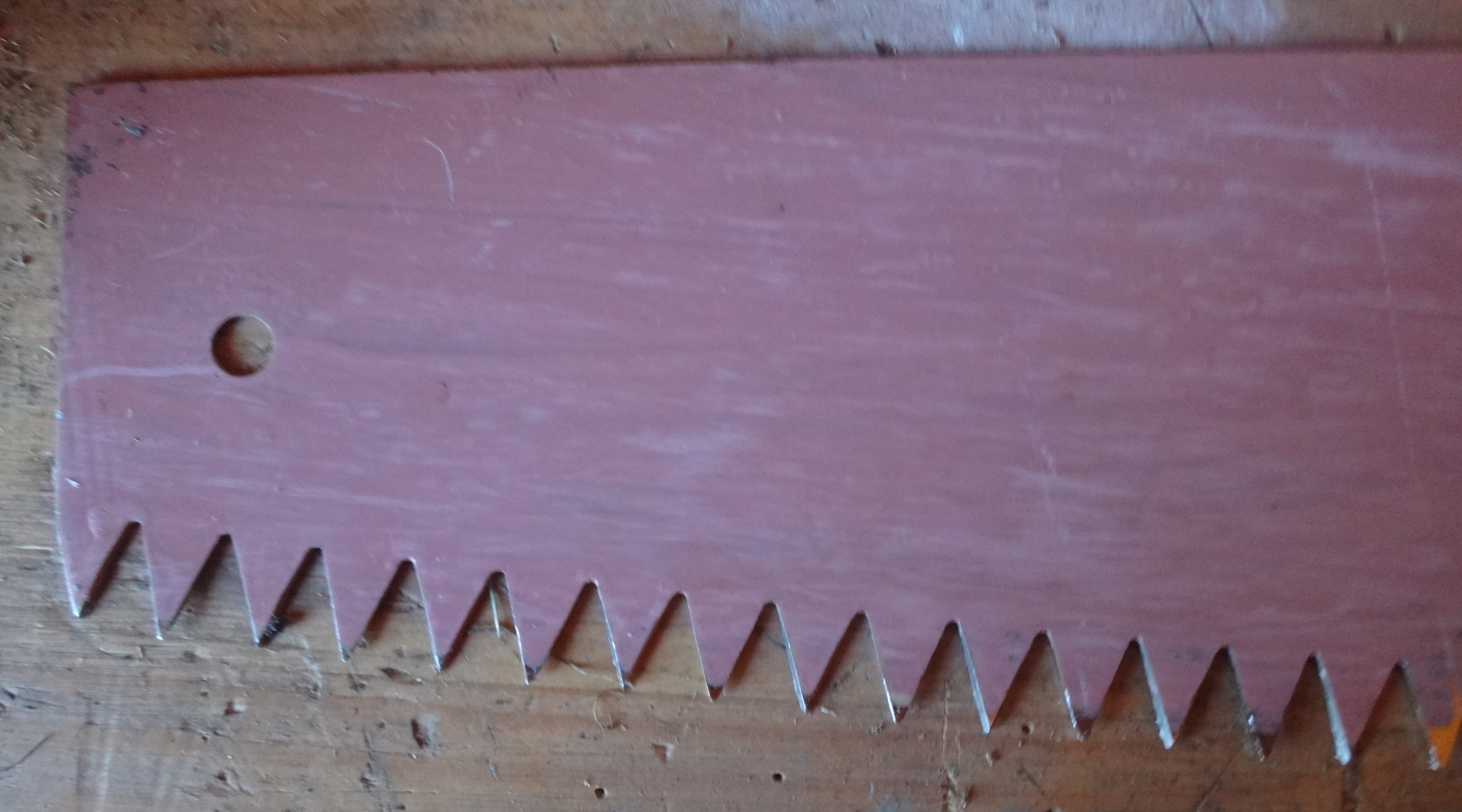
Зубья крупнозубой пилы крупным планом

Широкую ножовку используют для распиливания вручную крупногабаритных заготовок из древесины и деревянных материалов при выполнении столярных и слесарных работ. Ножовки изготавливают для поперечного (тип 1, исполнение 1 и 2), продольного (тип 2, исполнение 1 и 2) распиливания древесины и универсальные (тип 3). Они могут комплектоваться сменными полотнами различного типа и исполнения.
Зубья пилы имеют треугольную форму с наклоном (косая заточка) или без него (равнобедренный треугольник) и углом заострения 40…50°. Шаг зубьев может быть от 2,5 до 6,5 мм (для типов 1 и 2) и от 1,5 до 5,0 мм (для типа 3).
Зубья ножовок должны быть заточены и разведены, причём зуб должен быть разведён вдоль не менее чем на 2/3 своей высоты от вершины. Зубья ножовок типа 2 исполнения 1 должны иметь прямую заточку только передней грани зуба.
Пример условного обозначения широкой ножовки с полотном типа 1, исполнения 1, с длиной режущей части полотна 500 мм и шагом зубьев 5 мм:
1-1-500-5 ГОСТ 26215-84

## Узкая ножовка

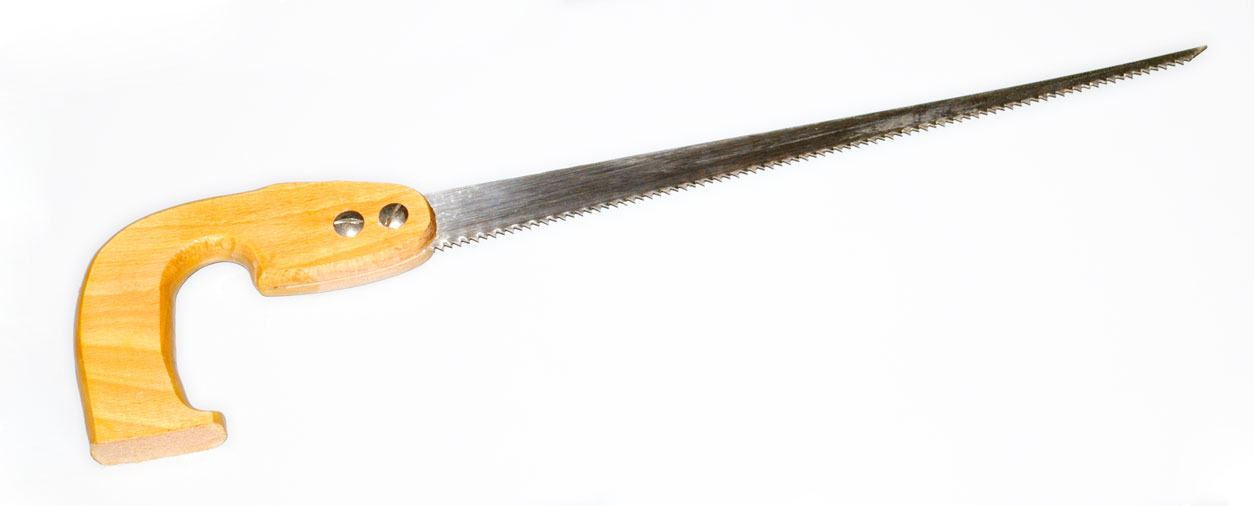
Узкая ножовка

Узкая ножовка при выполнении распила в большей степени, чем широкая, склонна отклоняться от заданного направления распила. В связи с этим, при необходимости осуществить точный разрез вдоль намеченной линии, ею следует выполнять распил медленнее, чем широкой ножовкой. Однако при этом, узкой ножовкой можно выполнять более тонкие работы. Поэтому узкой ножовкой распиливают тонкие пиломатериалы, выпиливают криволинейные детали и выполняют сквозные пропилы.

## Обушковая ножовка

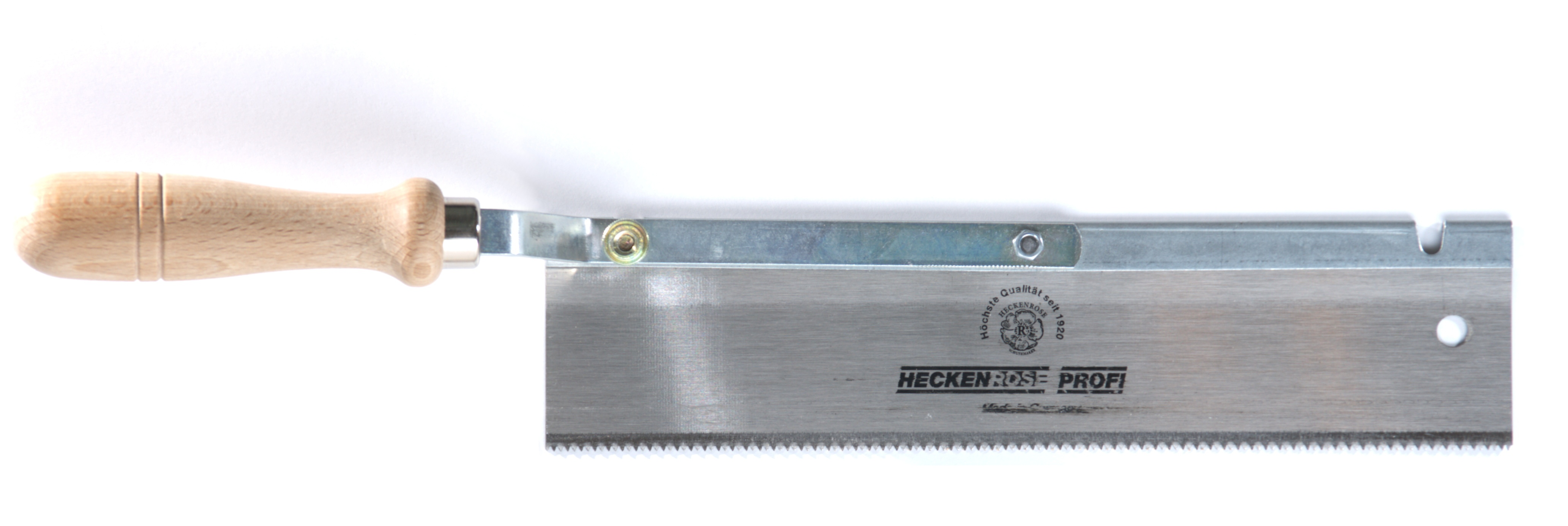
Обушковая ножовка

При пилении ножовка (будь то узкая или широкая) — склонна к изгибам, так как изготовлена из гибкого полотна. Эти изгибы во время работы снижают скорость пиления и производительность. У широкой и узких ножовок склонность к изгибам снижается за счёт увеличение жёсткости полотна, а это достигается, в том числе, за счёт увеличения его толщины. При этом, однако, увеличивается толщина разреза в деревянном изделии. Чтобы исключить изгибы ножовки при пилении, у неё в верхней части полотна выполняют своеобразное ребро жёсткости — обушок. При этом становится возможным уменьшить толщину полотна, а значит, и толщину разреза. Но это не позволяет обушковым ножовкам делать разрезы глубины большей, чем ширина полотна, так как обушок мешает прохождению полотна дальше в дерево.

## Ножовка-наградка
Ножовка-наградка — для несквозного пропиливания пазов под шпонки, а также для выпиливания узких пазов.

## Ножовки для обрезки деревьев
Для профессиональной обрезки деревьев используют ножовки нескольких типов отличаемых размером и формой полотна, а также назначением.

## Материалы
Полотна ножовок изготавливают из инструментальных сталей марок 8ХФ, 9ХФ, 9ХС по ГОСТ 5950-73, или У7, У7А, У8, У8А, У8Г, У8ГА, У9А, У10 по ГОСТ 1435-74, или из стали марок 65Г, 60С2А по ГОСТ 14959-79.